# Batu Bulan Asli
Batu Bulan Asli is een bestuurslaag in het regentschap Aceh Tenggara van de provincie Atjeh, Indonesië. Batu Bulan Asli telt 1703 inwoners (volkstelling 2010).